# 초고철질
초고철질(超苦鐵質, ultramafic)은 지질학에서 마그네슘과 철이 풍부하여 이산화 규소가 45% 이하인 조암광물로 이루어진 암석이다.

## 같이 보기
- 자철석